# Хомород (Хунедоара)
Хомород (рум. Homorod) насеље је у Румунији у округу Хунедоара у општини Ђеоађу. Oпштина се налази на надморској висини од 244 m.

## Становништво
Према подацима из 2002. године у насељу је живело 426 становника, од којих су сви румунске националности.